# Calamus fimbriatus
Calamus fimbriatus är en enhjärtbladig växtart som beskrevs av Van Valk. Calamus fimbriatus ingår i släktet Calamus och familjen Arecaceae. Inga underarter finns listade i Catalogue of Life.